# Timo Weß
Timo Weß (ur. 2 lipca 1982 w Moers) – niemiecki hokeista na trawie, dwukrotny medalista olimpijski.
Występuje w defensywie. W reprezentacji Niemiec debiutował w 2001. Brał udział w trzech igrzyskach (IO 04, IO 08 i IO 2012), za każdym razem stawał na podium: brąz w 2004 oraz złoto w 2008 i 2012. Z kadrą brał udział m.in. w mistrzostwach świata w 2002 i 2006 (tytuły mistrzowskie) oraz kilku turniejach Champions Trophy i mistrzostw Europy (złoto w 2003). Grał w klubach Uhlenhorst Mülheim (1995-2003 i 2004-2005), Crefelder HTC (2003-2004 i 2005-2007), a od 2007 jest zawodnikiem Rot-Weiß z Kolonii.
Jego brat, Benjamin, także jest hokeistą, mistrzem olimpijskim z Pekinu i Londynu.